# レアル・カルタヘナ
レアル・カルタヘナ（Real Cartagena）はコロンビア・ボリーバル県カルタヘナに本拠地を置くサッカークラブである。

## タイトル

### 国内タイトル
- カテゴリア・プリメーラB:

(3): 1999, 2004, 2008

### 国際タイトル
なし

## 歴代所属選手
- ファリド・モンドラゴン 1992
- レネ・イギータ 2000-2001
- ホセ・カルデロン 2017